# Plano interespinoso
El plano interespinoso o plano espinosal es un plano transversal que atraviesa las espinas ilíacas anterosuperiores.

## Anatomía
Para el propósito de describir los niveles de las estructuras intra-abdominales, es conveniente referirse a ciertos planos horizontales que se pueden determinar fácilmente en el sujeto vivo. Entre estos planos se encuentra el interespinoso, que pasa a través de las espinas ilíacas anteriores -o un poco por debajo de ellas- y a través de la vértebra S1 de la columna sacra.

## Importancia
Esta línea es utilizada como referencia topográfica importante en técnicas de diagnóstico por imágenes, como en la tomografía axial computarizada (TAC) En la TAC se obtienen cortes delgados en un plano horizontal, y es necesario conocer las relaciones topográficas de todas las estructuras y órganos que quedan incluidos en el corte. Con el uso del plano interespinoso, obtenemos un plano horizontal, en el que podemos prever que encontraremos determinadas estructuras que nos interesan estudiar por medio de TAC.